# 738

## Decese
- dată necunoscută: Abdul Alhazred  (n. 655)
- dată necunoscută: Grigore de Benevento  (n. ?)